# Ralph Rose
Ralph Waldo Rose (Healdsburg, Kalifornia, 1884. március 17. – San Francisco, Kalifornia, 1913. október 16.) amerikai dobóatléta, háromszoros olimpiai bajnok és ezüstérmes súlylökő, ezüstérmes diszkoszvető és bronzérmes kalapácsvető, valamit kötélhúzó.
Az 1904. évi nyári olimpiai játékokon indult atlétikában, és súlylökésben világcsúccsal (14,81 m) olimpiai bajnok lett. Diszkoszvetésben ezüstérmes lett. Kalapácsvetésben bronzérmes lett. Elindult még 56 fontos súlyú kőhajításban is, ám ebben a számban csak 6. lett.
Az 1908. évi nyári olimpiai játékokon indult kötélhúzásban. Rajtuk kívül még három brit rendőrségi és egy svéd válogatott indult. A negyeddöntőben a brit liverpooli rendőr csapattól kaptak ki és így véget ért számukra a küzdelem.
Atlétikában, súlylökésben olimpiai bajnok lett és így megvédte a címét.
Az 1912. évi nyári olimpiai játékokon is elindult atlétikában, súlylökésben, ám nem tudta megvédeni a címét és csak ezüstérmes lett. Kétkezes súlylökésben viszont olimpiai bajnok lett. Diszkoszvetésben csak a 11. lett, míg kalapácsvetésben a 8.
1913-ban, fiatalon hunyt el tífuszban.